# Sabine Marin
Pour les articles homonymes, voir Marin.
Sabine Marin est une animatrice de radio française, née le 21 mai 1964.

## Biographie

### Formation
Sabine Marin commence à rédiger des articles dans le magazine OK! Magazine en 1980, elle réalise ensuite des études de langues et de littérature avant d'obtenir un diplôme de journaliste à l'École supérieure de journalisme de Paris.

### Radio
Elle commence sa carrière sur les antennes de Autoroute FM, RFM, Europe 2 et Nostalgie, avant de co-animer la matinale de RTL2 durant la saison 1995-1996.
Elle est ensuite meneuse de jeu de la matinale de RTL de 2002 à 2012,.
Devenue par la suite spécialiste de l'hypnose thérapeutique et du développement personnel, elle anime la Libre Antenne d'Europe 1 chaque week-end , de septembre 2018 à juillet 2022.

### Autres activités
Dans les années 1990, elle a été l'une des voix off de l'émission 30 millions d'amis.
En 1999, elle fut conceptrice-rédactrice au sein de l'agence de communication Colorado (filiale à l'époque du groupe Havas),.

## Publications
- Sabine Davion-Marin, Métiers et gens de radio, Paris, Dixit Editions, 1999, 192 p. (ISBN 2-84481-004-7).
- Dominique Grandjean et Sabine Davion-Marin, Véto des neiges : terre des hommes, terre de chiens, Paris, Aniwa Publishing, 2003, 180 p. (ISBN 2-7476-0093-9).
- Sabine Davion-Marin, Un été chez les fous : Chronique d'une dépression, Paris, Presses de la Renaissance, 2009, 240 p. (ISBN 978-2-7509-0507-1 et 2-7509-0507-9).
- Sabine Davion-Marin, Neuf mois et toi, Paris, Presses de la Renaissance, 2010, 179 p. (ISBN 978-2-7509-0605-4 et 2-7509-0605-9).
- Sabine Davion-Marin, Ca n'arrive jamais... Sauf chez vous !, 2015.